# Proton (Chemie)
Ein Proton (auch Wasserstoffkern, nach offizieller Nomenklatur der IUPAC: Hydron) ist in der Chemie ein positiv geladenes Ion (Kation) H+ des Wasserstoffs, ungeachtet der Kernmasse. Ein Proton im chemischen Sinne kann also ein Proton (im physikalischen Sinne) 1H+, Deuteron 2H+ oder Triton 3H+ sein, es kann damit außer dem eigentlichen Proton also auch ein oder zwei Neutronen enthalten. Das Proton spielt vor allem beim Säurebegriff nach Brønsted und Lowry eine große Rolle.
Durch Abgabe eines Elektrons würde von einem Wasserstoffatom, das nur ein Elektron besitzt, theoretisch nur der Atomkern übrig bleiben. Eine solche Bildung freier Atomkerne ist auf chemischem Weg allerdings nicht möglich. Es muss immer ein Molekül verfügbar sein, welches das Proton übernimmt.
Im Fall einer Brønsted-Säure in einer wässrigen Lösung reagiert tatsächlich ein Wassermolekül (H2O) mit einem Säuremolekül, dem Protonendonator: das Wassermolekül übernimmt als Protonenakzeptor das Proton der Säure, indem es eines seiner freien Elektronenpaare für die Bindung des Protons zur Verfügung stellt. Dadurch entsteht in wässrigen Lösungen immer das Oxonium-Ion H3O+ bzw. H9O4+, das in Reaktionsgleichungen oft zum Proton H+ vereinfacht wird. Die Stoffmengenkonzentration von H3O+-Ionen ergibt den pH-Wert einer Lösung.